# Drugouste
Drugouste (Deuterostomia) (deutero- + grč. στόμα: usta), poddivizija bilateralnih životinja koje karakterizira postojanje analnog otvora u koju pripadaju svitkovci (Chordata), polusvitkovci (Hemichordata), bodljikaši (Echinodermata) i manje koljeno poznato kao Xenoturbellida. To su životinje najsloženije tjelesne građe.
Deuterostome su bilateralno simetrični. Pripadnici koljena bodljikaši i polusvitkovci imaju trodijelnu podjelu tijela pa kažemo da pripadaju skupini trodijelnih Celomata. Tijelo im se dijeli na prosomu, mezosomu i metasomu s pravim tjelesnim tekućinama koje su: procel, mezocel i metacel. Jedino koljeno svitkovaca nema trodijelnu podjelu tijela. Od Protostomia (prvouste) se razlikuju po tome što im je razvitak nedeterminiran, način nastajanja celoma je enterocelan (kod protostomija šizocelan), te po tome što se kod protostoma od prvotnog usnog otvora blastopor ili protostoma nakon gastrulacije održao kao usni otvor.

## Vanjske poveznice
|  | Zajednički poslužitelj ima još gradiva o temi Bilateria |
|  | Wikivrste imaju podatke o taksonu Deuterostomia         |